# Dolu (Azerbaigian)
Dolu è un comune dell'Azerbaigian situato nel distretto di Astara. Conta una popolazione di 343 abitanti.